# Beti (pevačica)
Beti (jerm. Էլիզաբեթ Դանիելյան, 7. mart 2003, Jerevan) je jermenska pevačica. Predstavljala je Jermeniju na Dečjoj pesmi Evrovizije 2014. godine sa pesmom People of the Sun, plasiravši se 3, sa osvojenih 146 poena.
Pored maternjeg jermenskog, Beti tečno govori ruski i engleski.

## Biografija
Beti je rođena samo jedan dan pred veliki praznik žena, 7. marta 2003, pa njena majka smatra to svojim najlepšim poklonom za ovaj praznik. Beti je od svoje četvrte godine pohađala razne škole, piše pesme, a uči i da svira gitaru. Učestvovala je na mnogim nacionalnim i međunarodnim festivalima, a poznata je i kao domaćin nekoliko emisija na različitim TV stanicama.
Njeni uspesi su i nagrada za najbolje TV dete, Princeza planete 2012, učesnica je međunarodnog matematičkog takmičenja, a sa Dečjih olimpijskih igara 2012. godine koje su održane u Antaliji donela je čak četiri medalje za svoju zemlju.
Voli plivanje, košarku, golf i streljaštvo. Kaže da nema muzičke idole, ali voli da sluša Elu Ficdžerald, Vitni Hjuston, Kristinu Agileru i Bijonse. Jedan od njenih snova jeste da snimi pesmu sa italijanskom legendom Adrijanom Čelentanom.

## Dečja pesma Evrovizije
Beti je bila osma predstavnica Jermenije na Dečjoj pesmi Evrovizije. Beti je priznala da već nekoliko godina sanja o tome da predstavlja Jermeniju na dečjem Evrosongu. Bio je ovo njen drugi pokušaj na nacionalnom izboru. 2013, bila je član grupe Happy day koja je takmičenje završila na 3. mestu.  Naredne godine se predstavila pesmom People of the Sun. Pesmu su komponovali i producirali Avet Barsegjan (voditelj dečjeg Evrosonga 2011. u Jerevanu), Mane Hakobjan (autor jermenske pesme na ’velikoj’ Pesmi Evrovizije 2009) i Martin Mirzojan. Avet je za Beti rekao da ga asocira na sunce – bistra devojka sa puno interesovanja i snova. Tako je i nastao naziv za ovu pesmu.

"Pesma je ispunjena energijom koja dolazi od našeg malog sunca – Beti. Srž ideje ove blistave pesme jeste da u detinjstvu uvek sija sunce. Betin najveći san jeste da sva deca imaju srećno, sunčano i mirno detinjstvo. Ona želi da svi mladi sveta ne budu razočarani malim stvarima i da budu korisni celom svetu: Ljudi sunca!"

—Avet Barsegjan

"Pesma se zove „People of the sun“ zato što smatram da su sva deca u Jermeniji moji prijatelji i svima ponaosob želim da budu topli, radosni i srećni ljudi."

—Beti

## Spoljašnje veze
- Facebook[мртва веза]
- Instagram
- Twitter
- SoundCloud
- Youtube